# Carlos Fernández Casado
Carlos Fernández Casado (* 4. März 1905 in Logroño, La Rioja, Spanien; † 3. Mai 1988 in Madrid) war ein spanischer Bauingenieur.
Carlos Fernández wurde in Spanien bekannt durch die Planung einer großen Zahl von Brücken und anderen Tragwerken, die meist in Beton ausgeführt wurden. Er war der Wegbereiter des Baus von Spannbetonbrücken in Spanien. Als Professor der Technischen Hochschule in Madrid (E. T. S. I. Caminos, Canales y Puertos) hatte er mit seinen zahlreichen Veröffentlichungen über Tragwerksplanung und seinem Werk über Spannbetonbrücken großen Einfluss auf den spanischen Brückenbau wie auch auf lateinamerikanische Bauingenieure.
Aufgrund seiner weitgefächerten Interessen befasste er sich auch mit philosophischen und historischen Themen und veröffentlichte verschiedene Werke über römische Brücken und Aquädukte.

## Carlos Fernández Casado S.L.
1966 gründete er zusammen mit seinem Sohn Leonardo Fernández Troyano und Javier Manterola Armisén das Ingenieurbüro Carlos Fernández Casado S.L., das er bis zu seinem Tod leitete. Dieses Büro wurde vor allem durch die Planung von Brücken und Autobahnen bekannt. Außerhalb Spaniens sind u. a. die Puente Ingeniero Carlos Fernández Casado bekannt geworden, die lange die längste Spannweite aller Schrägseilbrücke mit Betondecks hatte, und die kürzlich fertiggestellte Donaubrücke 2 zwischen Bulgarien und Rumänien und die im Jahre 2000 eröffnete Salford Quays Millennium Lift Bridge in England.